# St. Ägidius (Stoffenried)

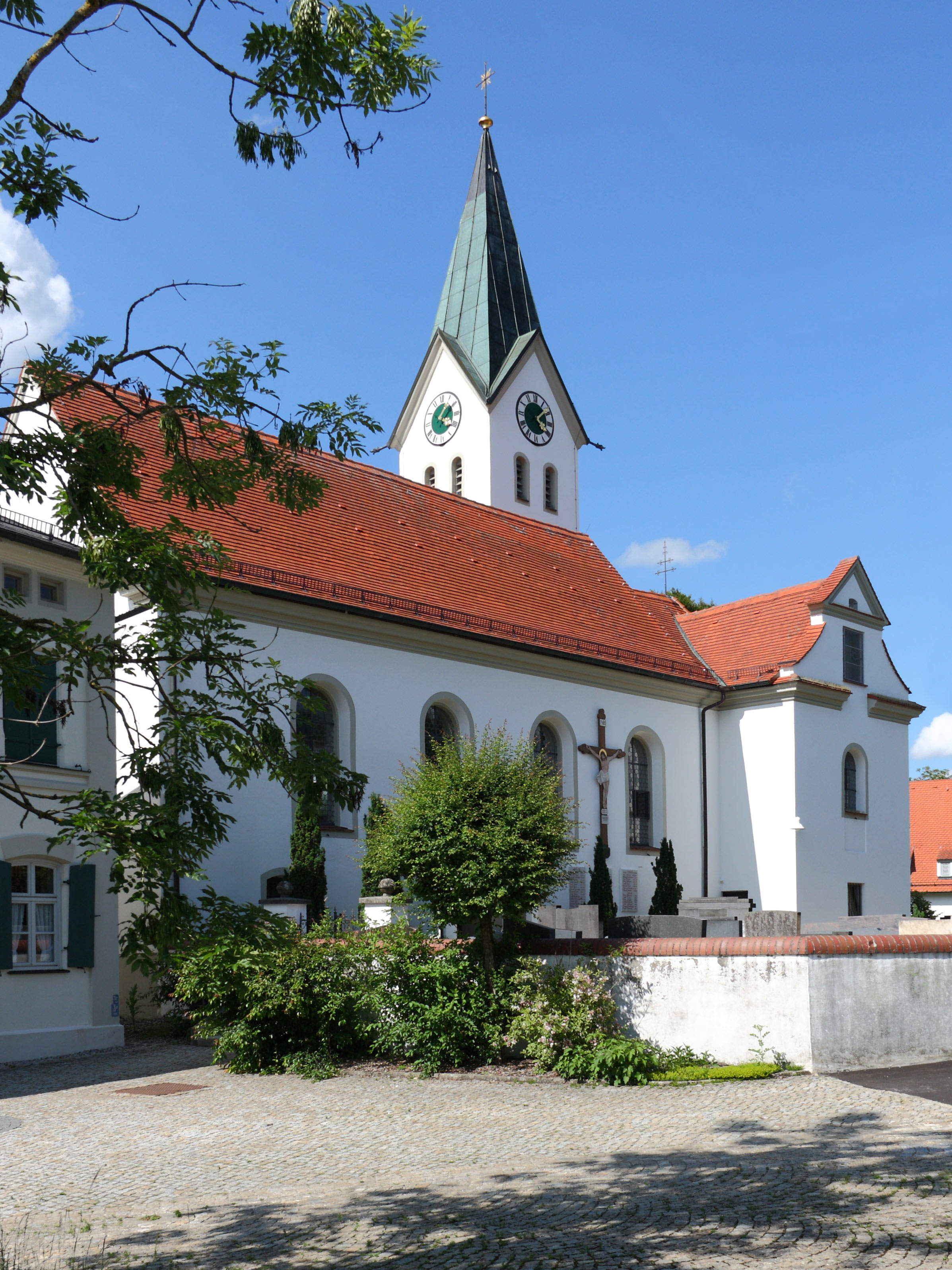
St. Ägidius in Stoffenried

Die römisch-katholische Pfarrkirche St. Ägidius steht in Stoffenried, einem Gemeindeteil von Ellzee im schwäbischen Landkreis Günzburg von Bayern. Das Bauwerk ist in der Liste der Baudenkmäler in Ellzee als Baudenkmal unter der Nr. D-7-74-133-16 eingetragen. Die Pfarrei gehört zum Dekanat Günzburg des Bistums Augsburg.

## Beschreibung
Die Saalkirche besteht aus einem Langhaus, einem eingezogenen, dreiseitig geschlossenen Chor im Osten und einem Chorflankenturm auf quadratischem Grundriss an der Nordwand des Chors, die beide am Ende des 15. Jahrhunderts errichtet wurden, und der Sakristei an der Südwand des Chors. Das Langhaus wurde 1733 unter dem Abt Cölestin Riederer vom Kloster Elchingen erweitert. Über dem Chorbogen befindet sich das Wappen des Klosters. Im obersten Geschoss des Chorflankenturms steht der Glockenstuhl mit vier Glocken. Die älteste Glocke ist die 1781 gegossene Immaculata-Glocke, die übrigen drei vervollständigten das Geläut 1947 wieder. Über den Giebeln mit den Zifferblättern der Turmuhr wurde im 19. Jahrhundert ein spitzer Helm angebracht. 
Die Altäre und die Kanzel, die in der Zeit von 1882 bis 1886 aufgestellt wurden, sind neobarock. Auf dem Altarauszug des Hochaltars ist der heilige Ägidius dargestellt. Die Fresken im Langhaus wurden erst 1921 eingefügt. Das um 1610 entstandene Kruzifix wird Christoph Rodt zugeschrieben.